# Tiger Jeet Singh
Jagjit Singh Hans (ur. 1944 w Ludhijanie) – hinduski wrestler lepiej znany pod swoim pseudonimem ringowym jako Tiger Jeet Singh. 

## Życiorys
Urodził się w 1944 jako Jagjit Singh Hans w Ludhijanie.
Debiutował jako wrestler w 1965. Jego trenerem był Fred Atkins.
Tiger Jeet Singh zwykle był heelem, choć w Toronto występował głównie jako face. Brał udział w pierwszej w historii walce na kanadyjskiej arenie Maple Leaf Gardens. Oglądało ją 18 tysięcy widzów na trybunach. W latach 70 XX wieku wygrał walkę przeciwko Antonio Inokiemu przez przypięcie, co w przypadku Inokiego zdarzało się rzadko.
1 grudnia 1979 przeszkodził w walce ówczesnemu mistrzowi WWWF Heavyweight, Antonio Inokiemu, doprowadzając do jego przegranej z Bobem Backlundem i utraty tytułu.
Od 1981 występował w organizacji All Japan Pro Wrestling zarządzanej przez Giant Babę.
Jeden z jego synów też był wrestlerem i walczył pod pseudonimem ringowym Tiger Ali Singh w WWF oraz jako Tiger Jeet Singh, Jr w Japonii.

## Gry komputerowe
Przedstawiająca go grywalna postać pojawiła się w sześciu grach komputerowych o wrestlingu: Fire Pro Wrestling Combination Tag (PC, 1989), Virtual Pro Wrestling 64 (N64, 1997), Fire Pro Wrestling (GB, GBA, 2001), Fire Pro Wrestling 2 (GBA, 2002), Fire Pro Wrestling Returns (PS2, 2005), Wrestle Kingdom 2: Pro-Wrestling World War (PS2, 2007).

## Styl walki
- Finishery
  - Cobra Clutch[3]
- Inne charakterystyczne ruchy
  - Argentine Backbreaker
  - Brainbuster
  - Figure-Four Leglock
- Motywy muzyczne
  - „Saber Tiger” autorstwa P.L.O. (w NJPW, FMW i Hustle)
  - „One of These Days” autorstwa Pink Floyd (w AJPW)[1]

## Mistrzostwa i osiągnięcia
- Frontier Martial-Arts Wrestling
  - WWA Martial Arts Heavyweight Championship
- Maple Leaf Wrestling
  - NWA International Tag Team Championship (wersja Toronto) (2 razy) – z Fredem Atkinsem (1 raz) i z Bullem Curry (1 raz)
  - NWA Toronto United States Heavyweight Championship (1 raz) – z Dennisem Stampem
- National Wrestling Alliance
  - NWA International Tag Team Championship (wersja japońska) (1 raz) – z Umanosuke Uedą
- National Wrestling Alliance Vancouver
  - NWA Vancouver Canadian Tag Team Championship (1 raz)
- National Wrestling Federation
  - NWF North American Heavyweight Championship (1 raz)
- New Japan Pro-Wrestling
  - NWA North American Tag Team Championship (wersja Los Angeles) (1 raz) – z Umanosuke Uedą
  - NWF World Heavyweight Championship (1 raz)
- Universal Wrestling Association
  - UWA World Heavyweight Championship (2 razy)
- World Championship Wrestling (Australia)
  - IWA World Tag Team Champion (1 raz) – z Mr. Fuji[1]